# Зоря Василь Петрович
Зоря Василь Петрович — український журналіст, редактор, медіа-експерт.

## Освіта
Народився 23 вересня 1963 році в сім'ї службовців у Києві. Після закінчення з відзнакою факультету журналістики Київського державного університету імені Т.Шевченка активно підвищував професійну кваліфікацію. Стажувався за програмами Державного департаменту США у Колумбійському університеті в Нью-Йорку (FSA Contemporary Issues Fellowship Program у 1999, США), Світового Банку у Відні (Австрія, 2005), Міжнародного центру журналістів у Вашингтоні (ICFJ, США, 1994).

## Журналістська кар'єра
Журналіст-міжнародник, політичний оглядачі і колумніст із 30-річним досвідом роботи. Спеціальний кореспондент на Щорічних зборах МВФ і Світового Банку — в Мадриді (1994), Вашингтоні (1999), Празі (2000). Автор телепрограми «Репортер» на «Новому» телеканалі — випуску «День Св. Георгія» — підсумкові враження очевидця «Революції троянд» у Тбілісі у 2003 році.
Автор матеріалів в українських і зарубіжних періодичних виданнях, на радіо- і телебаченні, а також у цифрових медіа. Зокрема, на сайтах «Українська правда», «Дзеркало тижня», «Новое время», «Український тиждень», «Телекритика», «Правда Украины», The Ukrainian Weekly (США), а також у телекомпаніях «Новий» і «Гравіс».
Редактор профільних департаментів з моменту створення ряду засобів масової інформації — агентства новин УНІАН, «Экономические известия», «Вісті з України». У 2004—2008 роках — головний редактор парламентського часопису «Народний депутат».
Член Незалежної медіа профспілки України у складі Міжнародної федерації журналістів.

## Державна служба
У 1995—1998 рр. — на дипломатичній службі в Посольстві України в США (м. Вашингтон), прес-аташе, відповідальний за співробітництво з українською діаспорою в США.
У 2014 р. — речник Генеральної прокуратури України, прес-секретар, керівник Управління у питаннях зв'язків з громадськістю і засобами масової інформації.
Керівник громадської організації «Фонд підтримки конституційних реформ в Україні» в рамках проекту USAID «Справедливе правосуддя».